# Subjektivní idealismus
Sujektivní idealismus je jeden ze základních druhů idealismu absolutizující lidské subjektivní vědomí v tom smyslu, že se vnější svět jeví jen jako obsah tohoto vědomí. Na rozdíl od objektivního idealismu bere idealismus subjektivní za základ jsoucna nikoli objektivní, na člověku nezávislé a samostatně existující vědomí, nýbrž počitek, představu, vědomí jednotlivého individua, subjektu, kdežto existenci všeho na světě uvádí do závislosti na tomto subjektivním vědomí, považuje to za druhotné, za odvozené z vědomí. Subjektivní idealismus tvrdí, že věci a předměty jsou souhrnem našich počitků, myšlenek; tím přenáší tento směr svět do vědomí subjektu, tj. poznávajícího člověka.
Tento druh idealismu je především spjat se jménem anglického biskupa Berkeleye. V oblasti idealismu Berkeleye je i učení Jonathana Edwardse. K subjektivním idealistům bývá řazen také německý filozof Johann Gottlieb Fichte, který tvrdil, že svět je ne-Já vyjádřené naším Já, sebevědomím subjektu.
Subjektivní idealismus popírá, že za počitky jsou materiální předměty, které působí na naše smyslové orgány a vyvolávají v nás určité počitky. Toto stanovisko vede nevyhnutelně k solipsismu. V Česku získal proslulost solipsisty Ladislav Klíma.
Nelze přeceňovat rozdíly mezi subjektivním a objektivním idealismem. Subjektivní idealismus se často ztotožňuje s objektivním idealismem, jak tomu bylo nejen u Berkeleyho, ale i u J. G. Fichta.
| „                                                       | Hranice mezi subjektivním a objektivním idealismem jsou neurčité, neboť subjektivní idealisté, aby se vyhnuli solipsistickým závěrům, se převážně snaží rozšířit individuální vědomí na vědomí všeobecné (například u Rickerta ”vědomí vůbec”, nebo teoreticko-poznávací subjekt). | “ |
| — Alfred Kosing: "Zdravý rozum" jezuity Jozefa de Friza | |   |